# قائمة سفراء دولة فلسطين لدى البرازيل
سفير دولة فلسطين لدى البرازيل هو الممثل الرسمي لدولة فلسطين لدى البرازيل، حيث يقع مقر السفارة الفلسطينية في لاغو سول. يشغل منصب السفير حاليًا إبراهيم الزبن وذلك منذ 24 يوليو 2008.

## قائمة السفراء
| رئيس البعثة الدبلوماسية | تاريخ الاعتماد الدبلوماسي | تاريخ الانتهاء | رئيس دولة فلسطين | رئيس البرازيل                         | مراجع |
| ----------------------- | ------------------------- | -------------- | ---------------- | ------------------------------------- | ----- |
| ربحي جمعة حلوم حجازي    | 1972                      | 1973           | ياسر عرفات       | إميليو غاراستازو ميديسي               |       |
| صلاح الدين أحمد الزواوي | 1975                      | 1977           | ياسر عرفات       | إميليو غاراستازو ميديسي               |       |
| أحمد حسن أحمد صبح       |                           | 1995           | ياسر عرفات       | إيتامار فرانكو فيرناندو أنريك كاردوسو |       |
| موسى عامر عودة          | 1995                      | 2005           | ياسر عرفات       | فيرناندو أنريك كاردوسو                | [ 3 ] |
| ميادة يوسف مصطفى بامية  | 16 مايو 2006              | 2008           | محمود عباس       | لويس إيناسيو لولا دا سيلفا            |       |
| إبراهيم محمد خليل الزبن | 24 يوليو 2008             | لا يزال        | محمود عباس       | لويس إيناسيو لولا دا سيلفا            | [ 4 ] |